# Doctrine (site web)
Doctrine est une start-up française qui fournit un service en ligne de recherches juridiques.

## Historique
Doctrine est créé en juin 2016 et est d'abord incubée au sein du Schoolab avant de rejoindre l'incubateur The Family,.
Pour approvisionner son moteur de recherche, Doctrine noue en 2017 un partenariat non exclusif controversé avec Infogreffe, pour mettre à disposition de ses clients la totalité de sa manne documentaire (environ 2 millions de décisions, soit 10 ans d’historique exhaustif des décisions des tribunaux de commerce),. L'année suivante, si le partenariat avec les greffes prend fin, la start-up signe une convention de recherche avec la Cour de cassation,.
En 2019, elle revendique détenir plus de 9 millions de décisions, ses concurrents Dalloz et LexisNexis en possèdent respectivement 2 millions et 2,9 millions.
En avril 2023, la société annonce son rachat par la branche européenne du fonds d'investissement Summit Partner et par la société d'investissement de la famille Peugeot, Peugeot Invest. Selon Les Échos, ce montant serait d'environ 120 millions d'euros,. En fin d'année, elle fait l'acquisition d'une start-up marseillaise, Jobexit.
En 2024, dans un contexte d'internationalisation des legaltechs, Doctrine s'étend en Italie. La même année, elle bénéficie d'un accompagnement de la CNIL en matière de RGPD et signe un partenariat avec le Barreau de Paris,,.
En 2025, l'entreprise est condamnée pour concurrence déloyale, et l'un de ses salariés (qui a depuis 2018 quitté la société, en étant selon Doctrine licencié dès la découverte des faits) pour extraction frauduleuse de données. Cette même année, elle s'implante en Allemagne avec l'acquisition de Dejure.org (de),.

## Modèle économique
Le moteur de recherche est, lors de son lancement gratuit, avant de passer l'année suivante à un modèle payant par abonnement,,.
En 2017, elle revendique 7 000 utilisateurs. Ce nombre passe à 11 000 en avril 2023,,.
Fin 2022, la start-up, qui est rentable, revendique selon Les Échos 18 millions d'euros de revenus récurrents annuels (ARR).
À l'instar de l'ensemble des acteurs, elle s'empare des algorithmes et de l'intelligence artificielle,,.

### Actionnariat et levées de fonds
Deux mois après sa création, la start-up lève 2 millions d'euros auprès notamment des fonds de capital-risque Otium Venture, Kima Ventures et The Family (Oussama Ammar). En 2018, elle lève 10 millions d'euros supplémentaires auprès de Otium Venture (Pierre-Édouard Stérin) et de Xavier Niel,,,. Elle est finalement rachetée en 2023 par Peugeot Invest et Summit Partner.

## Organisation

### Direction
- Nicolas Bustamante (2016 - 2020)
- Guillaume Carrère (2020 - ...)[28]

Samuel Ferey, professeur de sciences économiques, souligne que « les fondateurs de Doctrine.fr ne viennent pas du tout du monde du droit mais sont des nouveaux entrants formés aux mathématiques et à l’informatique ».

### Effectifs
En 2018, elle compte plus de 50 employés. Ce nombre est porté à une centaine de salariés en 2023 parmi lesquels 60 ingénieurs,,,.

## Actions judiciaires et condamnations

### Doctrine revendique l'accès aux décisions du tribunal de grande instance de Paris
En 2017, Doctrine demande l’accès à l’ensemble des décisions du tribunal de grande instance de Paris. Après un rejet par le Président du tribunal de grande instance de Paris, la Cour d’appel de Paris donne raison à l’entreprise en 2018.
Le Ministère de la justice obtient en 2019 la rétractation judiciaire de l’arrêt de la Cour d’appel de Paris devant cette même cour.
En 2022, Doctrine annonce saisir la Cour européenne des droits de l'homme pour obtenir la reconnaissance de son droit d'accès,.

### Condamnation pour concurrence déloyale
En 2018, cinq éditeurs juridiques, Dalloz, LexisNexis France, Wolters Kluwer France, Lextenso et Lexbase, obtiennent du tribunal de commerce l'autorisation de réaliser une perquisition privée dans les locaux de Doctrine. Néanmoins, en juillet 2019, le même tribunal rétracte son ordonnance et ordonne la destruction des données saisies, considérant qu'elles étaient sans rapport avec l'objet du litige, décision confirmée peu après par la Cour d'appel, puis censurée par la Cour de cassation en 2021,.
Les cinq éditeurs juridiques saisissent au fond le tribunal de commerce de Paris en mars 2020, sur le fondement de la concurrence déloyale.  En février 2023, ils sont déboutés au fond de leurs demandes fondées sur des reproches de concurrence déloyale, parasitisme et pratiques commerciales trompeuses et condamnés pour procédure abusive, le tribunal de commerce considérant que l'innovation technologique n'est pas déloyale. La start-up revendique "une victoire éclatante" et appelle les acteurs du droit à collaborer à l'avenir,. Les cinq éditeurs décident de faire appel.
En 2025, la cour d'appel de Paris infirme le jugement (sauf en ce qui concerne le parasitisme et les pratiques commerciales trompeuses), et condamne l'éditeur de Doctrine, au titre de la concurrence déloyale, à payer à chacun des 5 éditeurs entre 40 000 € et 50 000 € de dommages intérêts, outre 30 000 € au titre de leurs frais d'avocat, ainsi qu'à publier un extrait de la décision sur son site, considérant qu'il s'était procuré des centaines de milliers de décision de manière illicite. Doctrine affirme se satisfaire de cette décision, dans la mesure où elle ne lui impose pas de retirer des décisions de sa base de données, et renoncer à un pourvoi.

### Extraction frauduleuse de données
En 2017, Doctrine est mise en cause par plusieurs professionnels du secteur pour des pratiques de typosquatting, basées sur l'imitation de noms de domaines d'universités et de sociétés d'avocats, ces noms de domaines étant ensuite utilisés pour envoyer des courriers électroniques au nom d'universitaires ou d'avocats fictifs, en vue obtenir des copies de décisions auprès des greffes des juridictions, qui avaient refusé à plusieurs reprises de les communiquer à Doctrine.
En septembre 2018, le Conseil national des barreaux et le Barreau de Paris, estimant les données personnelles des avocats manipulées à leur insu, déposent plainte contre Doctrine pour différents motifs dont usurpation du titre d’avocat, usurpation d’identité, escroquerie, vol simple et accès et maintien frauduleux dans un système informatique et recel. De son côté Doctrine dit garder la confiance de ses investisseurs,,,. La plainte du Barreau de Paris est classée sans suite en 2022.
En février 2022, à la suite d'une information parue dans la presse (Le Canard Enchaîné) mentionnant une procédure en cours à propos « d'une ancienne salariée », Doctrine réaffirme la légalité de sa collecte des décisions de justice pour alimenter sa technologie, alors qu'un décret de septembre 2021 demande au Conseil d'État et à la Cour de cassation de mettre à disposition leurs décisions de justice en ligne.
En 2025, cette personne alors salariée Doctrine à l'époque des faits en mai 2018, qui avait volé les identifiants d'une greffière du tribunal judiciaire de Poitiers avant de les utiliser pour siphonner plus de 52 000 décisions, qui avaient été immédiatement mis à la disposition des abonnés de Doctrine, est condamnée à dix mois de prison avec sursis et 30 000 € d'amende. Doctrine se défend en affirmant avoir mis à pied puis licencié ce salarié dès la découverte des faits (un protocole transactionnel ayant finalement été négocié), et retiré les décisions litigieuses de sa base,. Une autre procédure est toujours en cours à l'encontre de Doctrine pour recel,.